# Tunis
Tunis (àrab: تونس, Tūnis) és la capital i la ciutat principal de Tunísia. La població per a l'any 2023 era de 1.078.412 habitants. Situada al nord-est de Tunísia, al costat del llac de Tunis, és una població al litoral mediterrani. Compta amb l'important port de la Goleta i és la capital política, econòmica i cultural del país. D'una banda hi ha la part antiga (la Medina) i de l'altra la ciutat moderna, sorgida en l'època colonial francesa, disposada en un pla geomètric. El port de la ciutat ha fet desenvolupar barris industrials als suburbis de Mégrine i Djebel-Djelloud. La Medina, amb més de 700 monuments, és Patrimoni de la Humanitat des de 1979 i dels seus nombrosos edificis en destaca la mesquita d'al-Zaytūna, fundada el 732, la Mesquita de Yussef Dey de 1616 i la Mesquita de Sidi Mahrez de 1675. Les ruïnes de Cartago són al nord de la ciutat.

## Història
En el període cartaginès Tunes era una plaça forta que protegia Cartago; el seu nom probablement és amazic i voldria dir ‘campament’. L'any 395 aC dos-cents mil libis revoltats contra Cartago es van apoderar de Tunes. Després d'aquesta data s'esmenta diverses vegades per historiadors grecs i romans. El 310 aC la va ocupar Agàtocles de Siracusa, Marc Atili Règul el 256 aC, els libis de Mató el 240 aC i Escipió l'Africà el 203 aC. L'any 144 aC va passar al domini de Roma; havia estat destruïda a la Tercera Guerra Púnica però es va recuperar encara que amb menys importància. Apareix citada a diversos documents com la Taula de Peutinger del segle iv amb el nom de Thuni (que podria ser un error per Thunis). Era la seu d'un bisbat i el seu bisbe va representar la seu a la Conferència de Cartago del 411 (i més tard apareix un altre bisbe a les actes del Concili de Constantinoble II del 553).

### Època romana d'Orient
A la meitat del segle v va passar a ser la capital del Regne Vàndal a l'Àfrica (450-533), el 533 va ser conquerida per l'Imperi Romà d'Orient i el 695 pels musulmans. Per temor a una reconquesta romana d'Orient, els àrabs no es van establir a Cartago i la van destruir (698) enderrocant les muralles, tallant l'aqüeducte, i barrant el port, i van preferir Tunes o Thunis, al fons de la llacuna. Els historiadors àrabs daten la seva renaixença el 699 i l'atribueixen a Hassan ibn al-Numan, per ordre del califa omeia Abd al-Màlik ibn Marwan. S'hi van fundar unes drassanes i s'hi van enviar milers d'obrers coptes des d'Egipte; es van construir vaixells per lluitar contra els romans d'Orient per mar. Es va construir un canal per arribar a la mar a la zona de La Goulette (Halk al-Wadi). De Tunis van sortir nombroses expedicions marítimes al segle viii. Kairuan era la capital, primer dels emirs d'Ifríqiya i després dels emirs aglàbides a partir del 800. El djund o guarnició militar de Tunis això no obstant, gaudia de certa autonomia, ja que a vegades no obeïa les ordres que se li donaven; algunes vegades la milícia de Tunis es va revoltar però sempre va ser dominada; la més important va ser la revolta de Mansur al-Tunbudi a la primera meitat del segle ix. Cap a l'any 864 s'hi va construir una nova mesquita.
L'emir Abu-Ibrahim Àhmad ibn Muhàmmad ibn al-Àghlab (856-863) es va establir a Tunis, però uns anys després la dinastia va caure i es va revisar el lloc de la capital: els fatimites es van instal·lar a Kairuan fins que més tard es van traslladar a Mahdia. Després del 969, quan el califa se'n va anar a Egipte, els zírides van quedar com els seus governadors delegats i van tenir capital a Mahdia i Kairuan però no a Tunis. Quan a la meitat del segle xi l'emir zírida va refusar les doctrines xiïtes i la sobirania fatimita, el govern del Caire, va llençar sobre Ifríqiya les turbulentes tribus àrabs nòmades dels Banu Hilal i Banu Sulaym. L'emir zírida es va haver de refugiar a Mahdia. Una sèrie de poders locals es van erigir al favor de l'anarquia. La ciutat de Tunis va posar al front al capitost Abd-al-Haqq ibn Khurasan que va fundar una dinastia transmetent el poder al seu fill i als descendents d'aquest. Durant un segle Tunis va ser un emirat independent en el qual va destacar Àhmad ibn Abd-al-Aziz (1106-1128) que va construir un castell (ksar) i va reforçar els murs. Ahmad ibn Abd a-Aziz es va erigir en dictador abolint l'autoritat del consell de xeics, molts dels quals es van exiliar a Mahdia i altres llocs. El 1116/1117 es va sotmetre altre cop al zírida Alí ibn Yahya (1116-1121) que havia enviat un exèrcit a assetjar Tunis, i el 1120 va atacar la ciutat l'hammàdida de Bugia Abd-al-Aziz ibn al-Mansur (de 1105 fins potser el 1121 o el 1125) i es va haver de declarar vassall d'aquesta dinastia però no ho degué respectar. El 1128 un general de l'hammàdida Yahya ibn Abd-al-Aziz (des del 1131 o el 1125 fins al 1152) va atacar la ciutat. Ahmad ibn Abd al-Aziz va sortir de Tunis i es va rendir. Va ser enviat a Bugia amb la seva família, on va morir. Diversos generals hammàdides van governar Tunis durant 20 anys.
En aquest temps els normands sicilians s'havien apoderat de Gerba (1135), Trípoli de Líbia (1146), de Gabès (on l'emir local usurpador els va reconèixer com a sobirans el 1146/1147), de Mahdia (1148), de Sussa (1148), i de Sfax (1148). El riyàhida Muhriz ibn Ziyab, emir de La Malga (al-Muallaka entre Tunis i Cartago) va assetjar Tunis. Llavors els tunisians van agafar com a cap al seu cadi, Abu Muhammad Abd al-Mumin, fill de l'imam Abu l-Hasan, però segurament per realisme polític i en un canvi radical van decidir adoptar a Muhriz ibn Ziyad com a rei. Muhriz es va acostar a Tunis i el cadi i els xeics van sortir al seu encontre. Un crit de la multitud es va oposar a aquesta submissió a "un àrab o un oghuz" (ghuzz, és a dir turcman) i van esclatar aldarulls i el projecte va fracassar al no comptar amb una opinió pública favorable. Muhriz va retornar a la Malga on el cadi, expulsat de Tunis, se li va reunir.
Per posar fi a la lluita els tunisians van optar per una restauració khurasànida. Una delegació va anar a Bizerta i va portar en secret al príncep khurasànida Abu Bakr ibn Ismail a Tunis passant-lo dins d'un cofre que fou aixecat per la muralla. Sembla que hi havia a la ciutat diverses corrents i Abu Bakr no reunia la majoria absoluta. Abu Bakr va ser proclamat i va poder governar set mesos, però Abd Allah ibn Abd al-Aziz, fill del germà d'Abu Bakr, Abd al-Aziz ibn Ismail el va ofegar. Abd Allah va governar onze anys. Va fer matar el cadi Abu l-Fadl Djafar ibn Halwan, al seu fill i al fill de la seva germana Ibn al-Bannad, per temor que s'entenguessin amb Muhriz ibn Ziyad i els àrabs en contra seva.
Assetjada Tunis per Abu Muhammad Abd Allah, fill del califa almohade Abd-al-Mumin ibn Alí, el 1157, l'àrab Muhriz ibn Ziyad de la Malga va anar amb un cos de soldats i va permetre als tunisians fer una victoriosa sortida que va rebutjar als atacants almohades que es van retirar (1157). Poc després Abd Allah ibn Abd al-Aziz anunciava la victòria a l'arquebisbe de Pisa (10 de juliol) en una carta que es conserva i confirmant les clàusules d'un tractat comercial entre Pisa i Tunis.
Mort cap a la meitat de febrer de 1159, el va succeir el seu nebot Ali ibn Ahmad ibn Abd al-Aziz ibn Abd-al-Haqq ibn Abd-al-Aziz ibn Khurasan però al cap de cinc mesos (meitat de juliol de 1159) Un nou exèrcit del califa almohade i una flota van aracar la ciutat, que va capitular. Una delegació de 12 o 17 xeics va demanar la pau al califa Abd-al-Mumin ibn Alí, que primer la va refusar però finalment va acceptar i va prometre respectar la vida i els béns del xeics i les seves famílies (sembla que tots eren membres d'unes poques famílies oligàrquiques), però no va donar l'aman a la resta si no entregaven la meitat dels seus béns. Ali ibn Ahmad va haver d'entregar la meitat dels béns i exiliar-se a Bugia on no va arribar (va morir de camí).
Un fill d'Abd al-Mumin es va instal·lar com a governador de tota Ifríqiya a la kasba de Tunis i el pare va retornar a Marràqueix. Els almohades van haver de fer front als Banu Ghàniya, la família de Mallorca defensora dels almoràvits, que el 1203 ocupaven Tunis per poc temps. Tunis va retornar als almohades. El nou governador va ser Abd al-Wahid ibn Abi Hafs, a la mort del qual el va succeir el seu fill Abu Zakariyya, que va rebutjar la sobirania almohade i es va proclamar independent (1227) iniciant la dinastia hàfsida. Es va instal·lar a Tunis el 1236. Nombroses edificacions a Tunis són d'època hàfsida.
Cap al 1256, Jaume I de Catalunya-Aragó signà un tractat amb el califa Muhàmmad al-Mustànsir, que reglamentava la presència catalana a Tunis. Jaume el Just va pactar amb Sanç IV de Castella els límits de les respectives àrees comercials al nord d'Àfrica, amb el riu Muluya com a línia divisòria; això mantenia Tunis dins l'òrbita comercial catalana. Tunis va obtenir consolat de catalans i de mallorquins; el primer arribà fins al segle xvi. De 1347 a 1350 es va produir l'ocupació benimerina.

### Ocupació otomana
Als primers anys del segle xvi Khayr al-Din Barba-rossa, senyor d'Alger, i vassall del sultà otomà, va voler estendre el seu domini a Berberia oriental (Ifríqiya) i el 1534 Barba-rossa es va poder apoderar de Tunis i la Goleta. El sultà hàfsida Mawlay Hasan, per recuperar el tron, va cridar a Carles V que al front d'un important flota comandada per Andreu Doria va realitzar un gran atac que va portar a la destrucció de la ciutat. Tunis va ser ocupada el 1535 i es va reposar a Mwalay Hasan. Es va signar un tractat que establia un virtual protectorat castellà-catalonaragonès; una fortalesa espanyola es va construir a la Goleta. El 1569 el bei d'Alger Uldj Ali, va recuperar Tunis; a la tardor del 1573, Joan d'Àustria va expulsar els otomans i va deixar 8.000 homes que van construir una nova fortalesa.
El 1574 els turcs amb forces nombroses es van presentar a la Goleta i Tunis i van forçar a les guarnicions ocupants a capitular (agost del 1574). Ifríqiya va esdevenir una província otomana administrada per un governador amb títol de paixà i una força permanent de tres mil homes. Al cap de pocs anys el poder efectiu havia passat del paixà representant del sultà als beis o caps de la milícia local que designaven un dey com a representant del sultà que governava el país com a sobirà absolut (1595). Un dels beis, Murad Bey, va transmetre el càrrec al seu fill i aquest als seus descendents obrint l'anomenada dinastia de beis muradites que van governar fins a la segona meitat del segle xvii. Tunis en aquest temps mai va deixar de ser la capital. El 1655 la flota anglesa de l'almirall Robert Blake en destruí el port.
Als primers anys del segle xviii un oficial que havia defensat amb èxit el país de la invasió algeriana, al-Husayn I ibn Ali, va pujar al poder suprem com a bei i va aconseguir transmetre el càrrec als seus descendents, fundant la dinastia de Husaynites de Tunísia. Tunis va seguir com a capital. Aquest beis van ser els que van fer les construccions cap a la zona del Bardo al nord. El 1881 es va establir el Protectorat francès de Tunísia i a la ciutat van començar a arribar resident europeus; el 1911 hi havia a Tunis 17.875 francesos, 44.237 italians, 5.986 maltesos i 1.381 grecs, espanyols i altres; la població local es calcula que era de 85.000 habitants dels quals uns 20.000 eren jueus. El 1914 la població total s'estimava en 150.000 habitants. Entre guerres la població musulmana era el 1921: 88.800 i el 1936: 110.000; i la població jueva era el 1921: 22.600 i 1936: 32.300. La població total era el 1921 de 171.600 i el 1936 de 219.500.

### Història contemporània
Durant la Segona Guerra Mundial Tunis va ser ocupada per les forces de l'Eixi va patir els bombardejos de l'aviació aliada; el port, els magatzems i les fabriques van ser damnades severament i també diverses edificis; al final de la guerra es va haver de reconstruir tot allò destruït. El 1946 la població va passar a 364.500, el 1956 a 410.000, i de fet amb els suburbis més de mig milió (561.117). Després de la independència, el 1956, la població estrangera va començar a baixar però la població en general va seguir creixent, i el 1966 era de 679.603 i el 1975 de 873.515. Els barris perifèrics també van créixer notablement.
La Lliga Àrab va tenir el seu quarter general a Tunis de 1979 a 1990. El Front d'Alliberament de Palestina també hi va tenir la seu des de 1982 a 1993 i l'aviació israeliana va bombardejar la ciutat el 1985. A finals del 2010 i començaments del 2011 les manifestacions populars contra l'opressió del règim del president Zine El Abidine Ben Ali, conegudes com a "revolució dels gessamins", que es van estendre a Tunis, van portar a un règim democràtic; malauradament les eleccions a la tardor van donar la victòria al partit de la Renaixença, islamista, poc identificat amb les formes democràtiques europees.

## Clima
La ciutat té un clima mediterrani meridional, amb 18 °C de temperatura mitjana anual (que varia dels 11 °C del gener als 27 °C de l'agost). En un període de 30 anys la màxima absoluta ha estat 46 °Cº i la mínima -1 °C. La pluviometria total anual és de 440 litres, sense precipitacions durant els mesos de juliol i agost, mentre que el període de tardor i hivern concentra el 78% de les pluges.
| Dades climàtiques a Tunis (Aeroport Internacional de Tunis) 1981–2010, extremes 1943–present    | Dades climàtiques a Tunis (Aeroport Internacional de Tunis) 1981–2010, extremes 1943–present | Dades climàtiques a Tunis (Aeroport Internacional de Tunis) 1981–2010, extremes 1943–present | Dades climàtiques a Tunis (Aeroport Internacional de Tunis) 1981–2010, extremes 1943–present | Dades climàtiques a Tunis (Aeroport Internacional de Tunis) 1981–2010, extremes 1943–present | Dades climàtiques a Tunis (Aeroport Internacional de Tunis) 1981–2010, extremes 1943–present | Dades climàtiques a Tunis (Aeroport Internacional de Tunis) 1981–2010, extremes 1943–present | Dades climàtiques a Tunis (Aeroport Internacional de Tunis) 1981–2010, extremes 1943–present | Dades climàtiques a Tunis (Aeroport Internacional de Tunis) 1981–2010, extremes 1943–present | Dades climàtiques a Tunis (Aeroport Internacional de Tunis) 1981–2010, extremes 1943–present | Dades climàtiques a Tunis (Aeroport Internacional de Tunis) 1981–2010, extremes 1943–present | Dades climàtiques a Tunis (Aeroport Internacional de Tunis) 1981–2010, extremes 1943–present | Dades climàtiques a Tunis (Aeroport Internacional de Tunis) 1981–2010, extremes 1943–present | Dades climàtiques a Tunis (Aeroport Internacional de Tunis) 1981–2010, extremes 1943–present |
| Mes                                                                                             | gen                                                                                          | febr                                                                                         | març                                                                                         | abr                                                                                          | maig                                                                                         | juny                                                                                         | jul                                                                                          | ag                                                                                           | set                                                                                          | oct                                                                                          | nov                                                                                          | des                                                                                          | anual                                                                                        |
| ----------------------------------------------------------------------------------------------- | -------------------------------------------------------------------------------------------- | -------------------------------------------------------------------------------------------- | -------------------------------------------------------------------------------------------- | -------------------------------------------------------------------------------------------- | -------------------------------------------------------------------------------------------- | -------------------------------------------------------------------------------------------- | -------------------------------------------------------------------------------------------- | -------------------------------------------------------------------------------------------- | -------------------------------------------------------------------------------------------- | -------------------------------------------------------------------------------------------- | -------------------------------------------------------------------------------------------- | -------------------------------------------------------------------------------------------- | -------------------------------------------------------------------------------------------- |
| Màxima rècord °C (°F)                                                                           | 25.1 (77.2)                                                                                  | 28.5 (83.3)                                                                                  | 36.5 (97.7)                                                                                  | 33.1 (91.6)                                                                                  | 41.4 (106.5)                                                                                 | 47.0 (116.6)                                                                                 | 47.4 (117.3)                                                                                 | 46.6 (115.9)                                                                                 | 44.4 (111.9)                                                                                 | 40.0 (104)                                                                                   | 30.5 (86.9)                                                                                  | 29.6 (85.3)                                                                                  | 47.4 (117.3)                                                                                 |
| Màxima mitjana °C (°F)                                                                          | 16.1 (61)                                                                                    | 16.8 (62.2)                                                                                  | 19.0 (66.2)                                                                                  | 21.7 (71.1)                                                                                  | 26.1 (79)                                                                                    | 30.6 (87.1)                                                                                  | 33.8 (92.8)                                                                                  | 34.1 (93.4)                                                                                  | 30.4 (86.7)                                                                                  | 26.5 (79.7)                                                                                  | 21.2 (70.2)                                                                                  | 17.3 (63.1)                                                                                  | 24.47 (76.04)                                                                                |
| Mitjana diària °C (°F)                                                                          | 11.6 (52.9)                                                                                  | 11.9 (53.4)                                                                                  | 13.8 (56.8)                                                                                  | 16.2 (61.2)                                                                                  | 20.2 (68.4)                                                                                  | 24.3 (75.7)                                                                                  | 27.2 (81)                                                                                    | 27.7 (81.9)                                                                                  | 24.7 (76.5)                                                                                  | 21.1 (70)                                                                                    | 16.3 (61.3)                                                                                  | 12.8 (55)                                                                                    | 18.98 (66.18)                                                                                |
| Mínima mitjana °C (°F)                                                                          | 7.6 (45.7)                                                                                   | 7.7 (45.9)                                                                                   | 9.2 (48.6)                                                                                   | 11.4 (52.5)                                                                                  | 14.8 (58.6)                                                                                  | 18.6 (65.5)                                                                                  | 21.3 (70.3)                                                                                  | 22.2 (72)                                                                                    | 20.1 (68.2)                                                                                  | 16.8 (62.2)                                                                                  | 12.2 (54)                                                                                    | 8.9 (48)                                                                                     | 14.23 (57.63)                                                                                |
| Mínima rècord °C (°F)                                                                           | −2.0 (28.4)                                                                                  | −1.1 (30)                                                                                    | 1.0 (33.8)                                                                                   | 1.7 (35.1)                                                                                   | 6.0 (42.8)                                                                                   | 10.0 (50)                                                                                    | 13.0 (55.4)                                                                                  | 11.7 (53.1)                                                                                  | 12.0 (53.6)                                                                                  | 6.0 (42.8)                                                                                   | 0.8 (33.4)                                                                                   | 0.0 (32)                                                                                     | −2.0 (28.4)                                                                                  |
| Precipitació mitjana mm (polzades)                                                              | 63.1 (2.484)                                                                                 | 49.2 (1.937)                                                                                 | 39.2 (1.543)                                                                                 | 38.5 (1.516)                                                                                 | 23.6 (0.929)                                                                                 | 12.9 (0.508)                                                                                 | 4.0 (0.157)                                                                                  | 7.1 (0.28)                                                                                   | 56.3 (2.217)                                                                                 | 47.7 (1.878)                                                                                 | 54.8 (2.157)                                                                                 | 75.2 (2.961)                                                                                 | 471.6 (18.567)                                                                               |
| Mitjana de dies de precipitació (≥ 1.0 mm)                                                      | 8.6                                                                                          | 8.1                                                                                          | 8.0                                                                                          | 5.5                                                                                          | 3.1                                                                                          | 1.7                                                                                          | 0.6                                                                                          | 1.3                                                                                          | 3.5                                                                                          | 6.1                                                                                          | 5.9                                                                                          | 8.1                                                                                          | 60.5                                                                                         |
| Humitat relativa mitjana (%)                                                                    | 76                                                                                           | 74                                                                                           | 73                                                                                           | 71                                                                                           | 68                                                                                           | 64                                                                                           | 62                                                                                           | 64                                                                                           | 68                                                                                           | 72                                                                                           | 74                                                                                           | 77                                                                                           | 70                                                                                           |
| Mitjana mensual d'hores de sol                                                                  | 145.7                                                                                        | 159.6                                                                                        | 198.4                                                                                        | 225.0                                                                                        | 282.1                                                                                        | 309.0                                                                                        | 356.5                                                                                        | 328.6                                                                                        | 258.0                                                                                        | 217.0                                                                                        | 174.0                                                                                        | 148.8                                                                                        | 2.802,7                                                                                      |
| Mitjana diària d'hores de sol                                                                   | 4.7                                                                                          | 5.7                                                                                          | 6.4                                                                                          | 7.5                                                                                          | 9.1                                                                                          | 10.3                                                                                         | 11.5                                                                                         | 10.6                                                                                         | 8.6                                                                                          | 7.0                                                                                          | 5.8                                                                                          | 4.8                                                                                          | 7.7                                                                                          |
| Font #1: Institut National de la Météorologie (precipitation days/humidity/sun 1961–1990)       |                                                                                              |                                                                                              |                                                                                              |                                                                                              |                                                                                              |                                                                                              |                                                                                              |                                                                                              |                                                                                              |                                                                                              |                                                                                              |                                                                                              |                                                                                              |
| Font #2: NOAA (precipitation days/humidity/sun 1961–1990), Meteo Climat (record highs and lows) |                                                                                              |                                                                                              |                                                                                              |                                                                                              |                                                                                              |                                                                                              |                                                                                              |                                                                                              |                                                                                              |                                                                                              |                                                                                              |                                                                                              |                                                                                              |

## Administració
A més de ser la capital política i administrativa del país, Tunis forma una municipalitat o baladiyya, amb el codi geogràfic 11 11 (ISO 3166-2:TN-12), anomenada Tunis Ville o Ciutat de Tunis, dividida en quinze circumscripcions o dàïres:
- Medina (11 11 11)
- Bab El Bhar (11 11 12)
- Bab Souika (11 11 13)
- El Omrane (11 11 14)
- El Omrane Supérieur (11 11 15)
- Ettahrir (11 11 16)
- El Menzah (11 11 17)
- Cité El Khadhra (11 11 18)
- Sijoumi (11 11 19)
- Ezzouhour (11 11 20)
- Hraïria (11 11 21)
- El Ouardia (11 11 23)
- El Kabaria (11 11 24)
- Sidi El Béchir (11 11 25)
- Djebel Djelloud (11 11 26)

Al mateix temps, les circumscripcions o dàïres s'han constituït en delegacions o mutamadiyyes, dividides en dotze, vuit, onze, sis, nou, cinc, cinc, vuit, sis, sis, nou, sis, vuit, sis i set sectors o imades, respectivament:
- La Medina (11 52)
  - La Medina (11 52 51)
  - El Hafsia (11 52 52)
  - Bab Bénat (11 52 53)
  - Souk El Nhes (11 52 54)
  - El Assouak (11 52 55)
  - Bab Mnara (11 52 56)
  - Tourbet El Bey (11 52 57)
  - El Zraria (11 52 58)
  - Sidi Ali Azouz (11 52 59)
  - El Taoufik (11 52 60)
  - El Sabaghine (11 52 61)
  - Sidi Boumendil (11 52 62)
- Bab El Bhar (11 53)
  - Bab El Bhar (11 53 51)
  - Les Jardins (11 53 52)
  - Lac de Tunis (11 53 53)
  - Mongi Slim (11 53 54)
  - Habib Thameur (11 53 55)
  - Taïeb El M’hiri (11 53 56)
  - Hédi Chaker (11 53 57)
  - Sidi El Bahri (11 53 58)
- Bab Souika (11 54)
  - Tronja (11 54 51)
  - Bab El Khadra (11 54 52)
  - Bab Sâadoun (11 54 53)
  - Borj Zouara (11 54 54)
  - Bab El Assel (11 54 55)
  - El Halfaouine (11 54 56)
  - Bab Souika (11 54 57)
  - Bab Sidi Abdessalem (11 54 58)
  - Zaouiet El Bekria (11 54 59)
  - Hammam El Rmimi (11 54 60)
  - Sidi Djebali (11 54 61)
- El Omrane (11 55)
  - El Omrane (11 55 51)
  - Djebel El Ahmar (11 55 52)
  - Cité des Oliviers (11 55 53)
  - Ras Tabia (11 55 54)
  - Bir Atig (11 55 55)
  - Oued El Sebai (11 55 56)
- El Omrane Supérieur (11 56)
  - Cité Ibn Khaldoun I (11 56 51)
  - El Romana (11 56 52)
  - Cité Ibn Khaldoun II (11 56 53)
  - Cité Ibn Khaldoun VI (11 56 54)
  - Cité El Intilaka (11 56 55)
  - El Omrane Supérieur (11 56 56)
  - El Nassim (11 56 57)
  - Ahmed Tlili (11 56 58)
  - Es-Sadique (11 56 59)
- Ettahrir (11 57)
  - Ettahrir 1 (11 57 51)
  - Ettahrir 2 (11 57 52)
  - Ettahrir 3 (11 57 53)
  - Ettahrir Superieur (11 57 54)
  - El Hadika (11 57 55)
- El Menzah (11 58)
  - 1er Juin (11 58 51)
  - El Menzah (11 58 52)
  - El Fath (11 58 53)
  - El Manar (11 58 54)
  - El Manar 1 (11 58 55)
- Cité El Khadra (11 59)
  - Cité El Khadra (11 59 51)
  - Cité Jardin (11 59 52)
  - Ech-Charguia (11 59 53)
  - Khéreiddine Pacha (11 59 54)
  - Ali Belhouane (11 59 55)
  - Farhat Hached (11 59 56)
  - El Bouhaira (11 59 57)
  - Cité Essalem (11 59 58)
- Sijoumi (11 61)
  - Cité Helel (11 61 51)
  - Ali Belhouane (11 61 52)
  - En-Najah (11 61 53)
  - CIté des Martyrs (11 61 54)
  - Bir Anniba (11 61 55)
  - Mellassine (11 61 56)
- Ezzouhour (11 62)
  - Ezzouhour (11 62 51)
  - Ezzouhour IV (11 62 52)
  - Es-Säada (11 62 53)
  - Es-Soumrane (11 62 54)
  - Cité Tayarane (11 62 55)
  - Bach-Hamba (11 62 56)
- El Hraïria (11 63)
  - El-Hraïria (11 63 51)
  - Ezzouhour V (11 63 52)
  - El Akba (11 63 53)
  - El Akba Supérieur (11 63 54)
  - Ghédir El Golla (11 63 55)
  - El Antit (11 63 56)
  - El Foula (11 63 57)
  - Tarak Ibn Ziad (11 63 58)
  - Ezzahrouni (11 63 59)
- Ouardia (11 65)
  - El Ouardia (11 65 51)
  - Bou-Gatfa (11 65 52)
  - Tahar Sfar (11 65 53)
  - Cité El Izdihar (11 65 54)
  - Cité Mohamed Ali (11 65 55)
  - Sidi Belhassen (11 65 56)
- El Kabaria (11 66)
  - El Kabaria 1 (11 66 51)
  - El Kabaria 2 (11 66 52)
  - El Kabaria 3 (11 66 53)
  - El Kabaria 4 (11 66 54)
  - Cité Ennour (11 66 55)
  - Ibn Sina 1 (11 66 56)
  - Ibn Sina 2 (11 66 57)
  - El Mourouj 2 (11 66 58)
- Sidi El Bechir (11 67)
  - Sidi El Béchir (11 67 51)
  - Sidi Mansour (11 67 52)
  - Mâakel Ezzaïm (11 67 53)
  - Farhat Hached (11 67 54)
  - Abulkacem Ech-chebbi (11 67 55)
  - Saïda Manoubia (11 67 56)
- Djebel Djeloud (11 68)
  - Sidi Fathallah (11 68 51)
  - Ali Bach-Hamba (11 68 52)
  - El Garjouma (11 68 53)
  - Cité El Fath (11 68 54)
  - Es-Sebkha (11 68 55)
  - El Afrane (11 68 56)
  - Djebel Djeloud (11 68 57)

## Portes de la Ciutat antiga
En àrab, porta és bab.

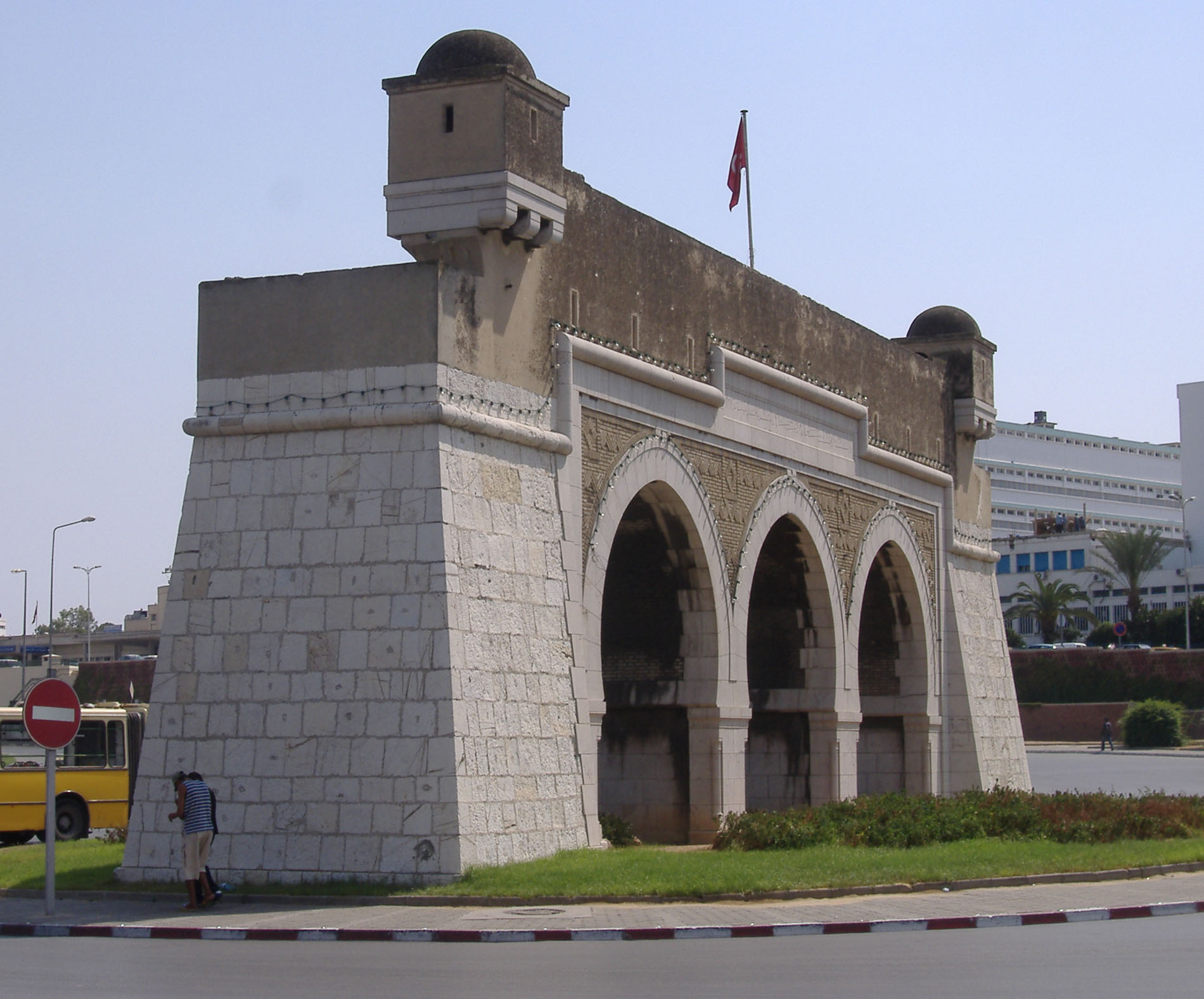
Bab Saddouna
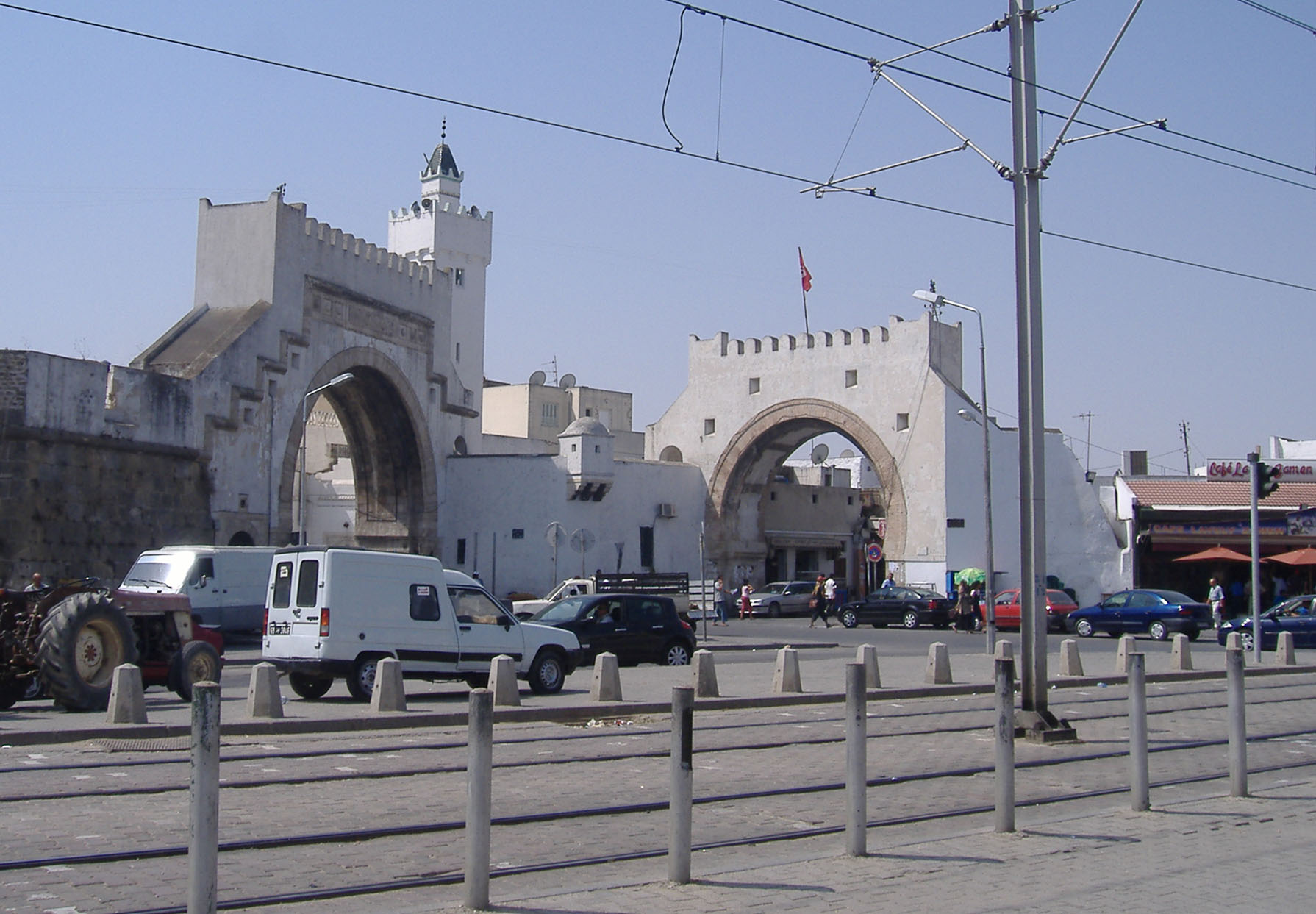
Bab el Khadra
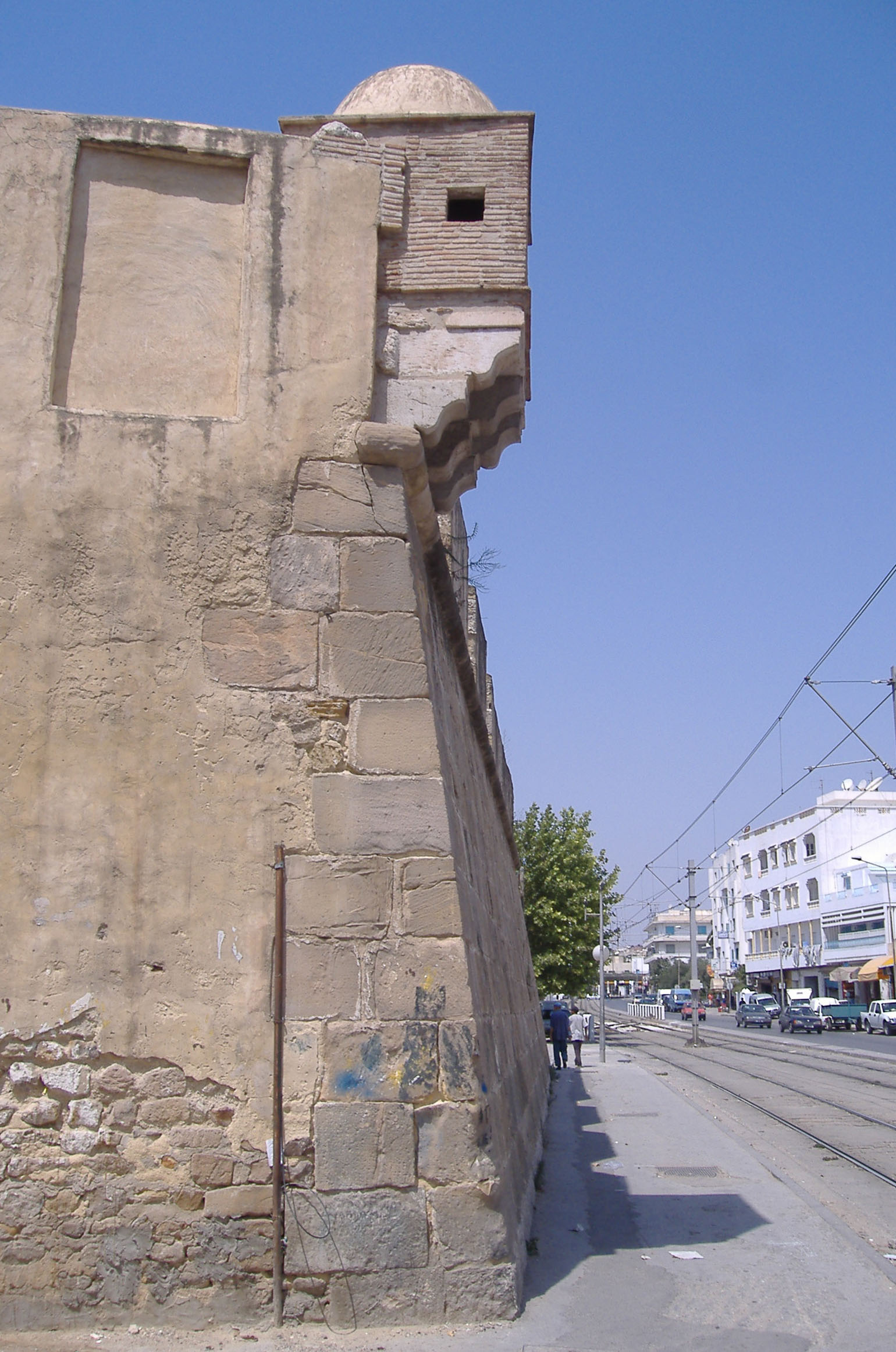
Bab el Assel

## Fills il·lustres
- Víctor I (segle ii), papa de Roma.
- Ibn Khaldun (1332-1406), historiador, filòsof i polític.
- Said Ben Mohamed Ben Hadj Kacem Boubaker (1899-1948), poeta.
- Habib Burguiba (1903-2000), polític.
- Abul Kacem Ech Chabbi (1909-1934), poeta.
- Muhàmmad al-Arusi Matwi (1920-2005), escriptor i polític.
- Matteo Manuguerra (1924-1998), baríton.
- Pierre Lévy (1934), filòsof.
- Abdelmajid Lakhal (1939-2014), actor.